# Abbad Ier
Pour les articles homonymes, voir Abbad.
Abbad Ier, de son vrai nom Abû al-Qassim Muhammad Ibn Abbad (984 - 25 janvier 1042), était juge (qadi) de Séville. Il fut le premier roi maure occupant la taïfa de Séville (Espagne), et chef de la dynastie des Abbadides.
Il prit le pouvoir - tout d'abord au nom des Hammadides, qui s'étaient attribué l'autorité califale - lors de la chute du califat de Cordoue en 1031.
Fort de l'appui de l'aristocratie de la ville, il se déclara indépendant, en prenant le titre de hadjib (« chambellan », c'est-à-dire maire du palais) et fonda un royaume qu'il agrandit peu avant sa mort, par exemple en y ajoutant le royaume de Cordoue, dont il avait fait périr le souverain. Il régna de 1023 à 1042, son fils Abbad II lui succède.

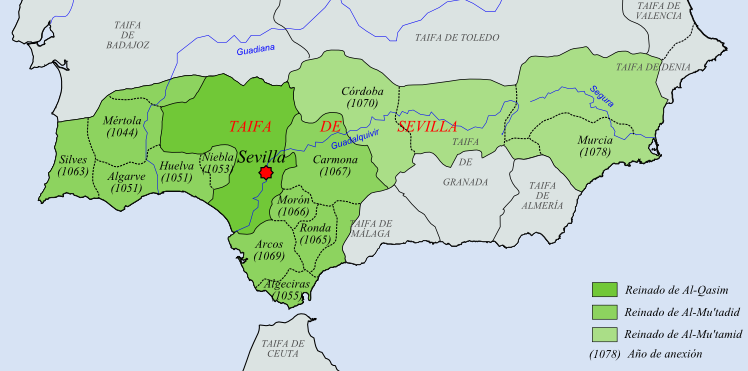
Le taïfa de Séville sous Abbad Ier al-Qassim et agrandissements sous ses successeurs.